# 公共工事
公共工事（こうきょうこうじ）とは、一般に、国、都道府県、市区町村などの行政府などが、道路や橋などの社会資本の整備を目的として行われる建設工事のことである。

## 法律
「公共工事」を名称の一部に持つ法律は次の3本である。
- 公共工事の前払金保証事業に関する法律（昭和27年6月12日法律第184号）（以下「前払法」という。）
- 公共工事の入札及び契約の適正化の促進に関する法律（平成12年11月27日法律第127号）（以下「入契法」という。）
- 公共工事の品質確保の促進に関する法律（平成17年3月31日法律第18号）（以下「品確法」という。）

また、建設業法（昭和24年5月24日法律第100号）第27条の23第1項には、「公共性のある施設又は工作物に関する建設工事で政令で定めるものを発注者から直接請け負おうとする建設業者は、国土交通省令で定めるところにより、その経営に関する客観的事項について審査を受けなければならない。」と定義されている。

## 定義
「公共工事」の定義については、前払法と入契法で若干異なる。また、建設業法における「公共性のある施設又は工作物に関する建設工事で政令で定めるもの」の定義も、前払法・入契法の定義とは若干異なる。
なお、品確法では入契法の定義を準用している。

### 前払法での定義
前払法では、第2条第1項において、以下のように定められている。
なお、前払法における「国土交通大臣の指定するもの」の具体的な内容については「法律第2条の規定に基づき国土交通大臣の指定する公共工事」（昭和39年5月9日建設省告示第1333号）に別途定めがある。これによれば、空港会社や高速道路会社、日本国有鉄道から分割民営化したJR各社、学校法人、社会福祉法人、医療法人などが発注する工事及び測量も、同法でいう「公共工事」に含まれる。

### 入契法での定義
入契法では、第2条第2項において、以下のように定められている。
なお、入契法における「特殊法人」の具体的な定義については「公共工事の入札及び契約の適正化の促進に関する法律施行令」（平成13年2月15日政令第34号）に別途定めがある。これによれば、空港会社や高速道路会社が含まれる一方で、JR各社は同法でいう「特殊法人」に含まれないため、JR各社が発注する工事は同法でいう「公共工事」には含まれない。

### 建設業法における「公共性のある施設又は工作物に関する建設工事で政令で定めるもの」の定義
建設業法第27条の23第1項における「公共性のある施設又は工作物に関する建設工事で政令で定めるもの」については、建設業法施行令第27条の13で定められている。
同令における「これらに準ずるものとして国土交通省令で定める法人」については、建設業法施行規則第18条で定められている。

## 特徴
公共工事の発注は、原則として競争入札（一般競争入札・指名競争入札）によって執行されるが、小規模または小額の工事の場合随意契約の場合もある。
日本においては、公共工事の元請受注を目指すための入札参加にあたり、建設業者の企業規模・経営状況などの客観事項を数値化した審査を受けなければならないとされる。この審査は経営事項審査と呼ばれる。官庁・地方自治体が入札ランクを決定するにあたっては、ほとんどの場合、経営事項審査の総合評定値（客観点）に各官庁・地方自治体等の独自の基準（主観点）を加えた総合点数が用いられる。
行政府の仕事の中でも社会資本整備はその効果が住民の目に見えやすく、また高度経済成長期を知る世代には、大がかりな公共工事を行えることを行政能力を測る基準とする者も少なくない。
大規模な公共工事を計画しても、予算に限りがあるために完了までに長い期間を要する場合が多い。有料道路などでは全線開通した場合の利用数をもとに需要予測を行っているため、先行して開通した区間が需要予測を大きく下回り、赤字を抱えることも多い。
行政側に充分な予算がある場合でも、受注した業者に一括受注する能力がなく、工事区間を分割することで細切れにして受注し、工事が長期にわたる場合も多い。特に地方都市においては、地元に拠点をおく土建業者に受注させ、長期間にわたって仕事を与え続けるという馴れ合いの構図がみられる。
公共工事の中心となる土木工事はその裾野が非常に広く、経験者の指導・監督があれば全くの未経験者であっても加わることができる分野が多く存在するため、失業者対策や治安の維持を目的として行われることも多い。エジプトのピラミッド建設も、失業者対策のための公共工事であったとする説がある。
国などからの補助金の支給基準を満たすため、その地域にとっては本来必要のない大規模な施設が建設されることがあり、後になってその維持・管理費用が大きな負担になることがある。
入契法上の公共工事に対しては、建設業法第22条第3項の規定は適用されず、一括下請負は例外なく全面禁止である。

### 施工時期の偏り
日本において、行政の予算は単年度かつ3月31日に終わるため、工期末が年度末に集中することが多い。
公共工事の工事出来高は、1～3月の四半期に集中して発生する一方、4～6月の四半期には発生が非常に少ない。特に都道府県や市町村等の地方公共団体においてこの傾向が顕著である。
公共工事の施工時期の偏りにより、公共工事を受注する建設業者は、人材や機材の効率的な活用等に支障が発生する。また、下位の下請段階において労務提供を行う専門工事業者が、工事の繁閑に対応する目的で技能者の雇用をやめて請負（外注）とする動きが常態化したことが問題となっている。
年度末に集中して行われる工事はしばしば交通渋滞を引き起こし、社会問題にも取り上げられることがある。
施工時期が平準化されることにより、以下のようなメリットがあるとされる。
受注者側のメリット
年間を通じた安定的な工事の実施による経営安定化
人材や機材の実働日数の向上や効率的な運用
技能者の処遇の改善（特に休日の確保等）
稼働率の向上による機械保有等の促進
発注者側のメリット
入札不調・不落の抑制など、安定的な施工の確保
中長期的な公共工事の担い手の確保
発注担当職員等の事務作業の負担軽減
2019年（令和元年）6月に成立した改正品確法には、公共発注者の責務として、施工時期の平準化を図ることが新たに規定された。また、同時に成立した改正入契法には、施工時期の平準化を図るための措置を講ずることが公共発注者の努力義務として新たに規定された。